# Cuca Cocoa Cup
Der Cuca Cocoa Cup war ein 24-Stunden-Rennen im Bahnradsport auf der Radrennbahn Herne Hill in London in Großbritannien. Es wurde von 1892 bis 1896 ausgetragen. Es war das erste 24-Stunden-Rennen im Radsport von überregionaler Bedeutung.

## Geschichte
Das Rennen wurde 1892 zu Reklamezwecken von dem britischen Schokoladenfabrikanten Menier ins Leben gerufen. Menier stiftete einen Goldpokal für den Fahrer, der das Rennen dreimal hintereinander gewinnen konnte. Bei der ersten Austragung 1892 starteten Radrennfahrer auf Hochrädern, Dreirädern und Niederrädern gleichberechtigt und gemeinsam in dem Wettbewerb. Die Fahrer fuhren hinter Schrittmachern. Der Brite Frank Shorland gewann die ersten drei Rennen und damit den Goldpokal. Nach dem Vorbild des Rennens wurde 1894 in Frankreich das 24-Stunden-Rennen Bol d’Or begründet.

## Palmarès
- 1892  Frank Shorland
- 1893  Frank Shorland
- 1894  Frank Shorland
- 1895  Georges Hunt
- 1896  Frederick Goodwin